# Higany(I)-oxid
A higany(I)-oxid, régies nevén merkurooxid egy szervetlen fémoxid, összegképlete Hg2O. Fekete vagy feketésbarna színű por, vízben oldhatatlan, mérgező. Kémiailag instabil vegyület, könnyen higany(II)-oxiddá és elemi higannyá alakul.

## Fizikai és kémiai tulajdonságai
Fekete vagy feketésbarna színű por. Vízben oldhatatlan, de salétromsavban feloldható. Kémiailag instabil vegyület, könnyen higany(II)-oxiddá és elemi higannyá alakul. A higany(I)-oxid és a bárium-oxid elegye levegőn hevesen, robbanásszerűen reagál kén-hidrogénnel. Hidrogén-kloriddal kalomelt (higany(I)-klorid) képez. Hidrogén-peroxiddal érintkezve annak robbanásszerű bomlását okozza. Kénnel vagy foszforral ütésre, dörzsölésre robbanó elegyet alkot.

## Balesetvédelem
A higany(I)-oxid erősen mérgező anyag, belélegezve, lenyelve vagy bőrön keresztül a szervezetbe jutva halált is okozhat. Kerülni kell a bőrrel való érintkezést. Nem éghető anyag, de melegítve ingerlő, maró vagy toxikus gázok szabadulnak fel vagy robbanás következhet be. Környezetre, főként a vízi élővilágra káros hatással van.